# Ora Namir
Ora Namir (en hébreu : אורה נמיר ), née le 1er septembre 1930 à Hadera, morte le 7 juillet 2019 à Tel Aviv, est une femme politique et diplomate israélienne. 
Elle est membre de la Knesset de 1974 à 1996, et occupe les postes de ministre de l'Environnement et de ministre du Travail et de la Protection sociale pendant les années 1990. Elle est ensuite ambassadrice de son pays en Chine et en Mongolie.

## Biographie
Ora Namir naît à Hadera le 1er septembre 1930, à l'époque du mandat britannique en Palestine. Elle sert comme officière dans l'armée israélienne pendant la guerre israélo-arabe de 1948. Elle part ensuite étudier les classiques et la littérature anglaise au Hunter College de New York.
Ora Namir meurt chez elle à Tel Aviv le 7 juillet 2019.

## Carrière politique et diplomatique
Ora Namir est secrétaire du groupe parlementaire de Mapai et de l 'administration de la coalition de gauche pendant la deuxième Knesset (1951-1955), avant de devenir secrétaire de la délégation israélienne auprès des Nations Unies. De 1967 à 1974, elle est secrétaire générale de la branche de Tel Aviv de l'organisation Na'amat.
Aux élections législatives israéliennes de 1973, Ora Namir est élue à la Knesset sur la liste de l'Alignement (alliance des principaux partis de gauche) et est présidente du Conseil du Premier ministre chargé de l'examen de la condition féminine en Israël de 1975 à 1978.
Réélue aux élections législatives en 1977, 1981, 1984 et 1988, Ora Namir se présente aux élections pour la direction du Parti travailliste en 1992, mais elle termine quatrième. Après avoir conservé son siège aux élections de 1992, elle est nommée ministre de l'Environnement dans le gouvernement d'Yitzhak Rabin, mais elle est impopulaire auprès du personnel de son ministère. 
En décembre de la même année, elle devient ministre du Travail et de la Protection sociale (Rabin avait gardé le poste libre dans l'espoir d'attirer l'un des partis ultra-orthodoxes à rejoindre la coalition), rôle qu'elle conserve lorsque Shimon Peres forme un nouveau gouvernement après l'assassinat de Rabin.
Le 21 mai 1996, Ora Namir démissionne de la Knesset et du gouvernement pour devenir ambassadrice en Chine et ambassadrice non résidente en Mongolie, fonctions qu'elle exerce jusqu'en 2000. Son siège à la Knesset est occupé par Zvi Nir. Après son retour en Israël, elle rejoint le parti One Nation et est classée cinquième sur la liste de ce parti pour les élections de 2003, mais son parti ne remporte que trois sièges, elle n'est donc pas élue.